# Afrodite de Siracusa
A Afrodite de Siracusa é uma estátua da deusa grega Afrodite no Museu Arqueológico Nacional de Atenas (NAMA) com o número de inventário 3524, data do século II dC.
Encontrada em Baiae no sul da Itália, recebeu o nome pela sua ligação com a Magna Grécia. É em mármore pariano e tem uma altura de 1,8 m. A estátua pertenceu à coleção de Lord Hope e mais tarde foi adquirida por Michael Embeirikos, o qual a doou ao Museu Arqueológico Nacional de Atenas em 1924.
A estátua foi restaurada pelo escultor Antonio Canova, pois aquando da sua descoberta inicial faltavam-lhe a cabeça, pescoço e braço direito. Afrodite é esculpida quase totalmente nua, com apenas um véu (o himation grego) recaido pelas nádegas, segurado sobre os seus orgãos genitais com a mão esquerda. O resto do manto cai no chão atrás e à sua volta, fazendo fluxo de tecido servir igualmente de suporte à estátua. Os dois pés estão juntos sobre um pedestal, com a perna esquerda servindo de apoio e a direita como perna solta. Nessa pose, a deusa tenta cobrir o seio esquerdo com a mão direita. A cabeça é voltada para a esquerda. Deste modo, a estátua pertence ao tipo Vénus pudica, que deriva duma estátua do famoso escultor Praxíteles, a Afrodite de Cnido. A estátua da Afrodite de Siracusa é uma cópia romana dum original grego.